# Empoascanara hongkongica
Empoascanara hongkongica är en insektsart som beskrevs av Irena Dworakowska 1971. Empoascanara hongkongica ingår i släktet Empoascanara och familjen dvärgstritar. Inga underarter finns listade i Catalogue of Life.